# شلتوت
قرية شلتوت هي إحدى القرى التابعة لمركز حوش عيسى في محافظة البحيرة في جمهورية مصر العربية. حسب إحصاءات سنة 2006، بلغ إجمالي السكان في شلتوت 7229 نسمة، منهم 3700 رجل و3529 امرأة.